# تيم مور (سياسي أمريكي، مواليد 1967)
تيم مور (بالإنجليزية: Tim Moore)‏ هو سياسي أمريكي، ولد في 26 أبريل 1967. نشط حزبياً في الحزب الجمهوري. وقد انتخب عضو مجلس نواب ميشيغان ‏.